# Budismo en el cine
El budismo en el cine occidental como temática explícita tiene una producción relativamente reciente. No obstante se encuentran algunos preliminares en obras clásicas, como Horizontes Perdidos de Frank Capra. El cine, y en general la producción audiovisual occidental, ha recogido normalmente al budismo de manera muy soterrada; bien disfrazándolo de cristianismo o bien ignorando su presencia.
La mítica serie de televisión Kung-Fu, que acabaría derivando en una película de menor éxito, estaba protagonizada por David Carradine y acercó a muchos occidentales a muchas ideas básicas del pensamiento de Oriente. Si bien no ofrece apenas ni una enseñanza budista de manera explícita y de que nunca o quizás casi nunca se nombra a Buda, sí que logró mostrar, incluso a veces de manera magistral, rasgos muy importantes de la visión budista sobre la vida.
Salvo excepciones puntuales, en muchas películas relativamente recientes cuyas historias se sitúan en países netamente budistas, como por ejemplo la francesa Indochina de Régis Wargnier (1992), también se comprueba como a menudo se la ausencia de estatuas budistas o de túnicas de monjes rondando por la pantalla es una constante, a pesar de que se hace realmente difícil concebir tal cosa en algunas escenas que se muestran.
Existe una primera eclosión de cine de temática directamente budista en los años 90. En estos años encontramos películas que muestran un budismo en exceso idealizado, y que a menudo se propone como solución mágica para el perdido occidental en su búsqueda espiritual. A la vez, muestra grandes lagunas a la hora de exponer lo básico de la filosofía o bien lo hace de manera enormemente simplista, sin cubrir el agujero que permita al espectador observar cómo se engarza con la vida real.
Una segunda oleada mucho más fresca y realista aparece a partir del año 2000, encabezada brillantemente por Sabiduría garantizada de Doris Dörrie. Estas películas se están haciendo eco de un mayor conocimiento del budismo en occidente, y muestran ya algo mucho más inmerso en la vida real. En ellas el budismo se muestra igualmente como una poderosa herramienta para beneficiar al ser humano pero ya sin recurrir a la beatería fácil o esa fe ciega en las fáciles soluciones orientales.
Respecto al cine oriental, este llega a occidente en determinadas dosis. Si bien en Asia la gente anda ahora mayormente preocupada por el progreso material, no obstante podemos certificar que esa misma línea de frescura y realismo occidental que nace a partir del 2000 también está presente en películas como "Primavera, verano..." del coreano Kim Ki-duk o Samsara de Pan Nalin. Estas suponen un buen contrapunto a la hora de sondear como los directores asiáticos encaran el mismo tema.
El budismo es también una importante influencia en el pensamiento contemporáneo, y así aparece inoculado en una innumerable cantidad de películas que, aunque no son de temática budista, contienen alguna reminiscencia de su filosofía. Tal es el caso por ejemplo de Matrix, en donde se recogen innumerables influencias religiosas y la budista es una bien importante. Parecido ocurre con Star Wars, donde su director asume bastantes influencias del budismo y la cultura japonesas a la hora de recrear al maestro Yoda y las luchas de espadas entre caballeros Jedi. American Beauty y muchas otras mostraron a partir de los años 90 historias en donde sus directores y guionistas confiesan o muestran maneras de interpretar la vida influidas por las filosofías orientales, y en donde el budismo a menudo ocupa un lugar más que destacado.

## Con Protagonistas Principales Budistas
Cestas son, en orden, las películas con protagonistas principales budistas a las cuales los usuarios de IMDb.com les han dado una mayor puntuación. Esta cifra permite reducir el grado de subjetividad en el intento de valorar la calidad artística de una película al representar una especie de suma de subjetividades:
- Primavera, verano, otoño, invierno... y primavera de Kim Ki-duk (2003) Alemania, Corea del Sur. Valoración media de los usuarios de IMDb: 8,1 con 5.367 votos. Valoración media de los usuarios de Filmaffinity: 7,6 con 16.202 votos.

Escenas de enorme belleza y simbolismo en una historia sobre las diferentes etapas en la vida, y sobre el peso de nuestro karma. Ficha en IMDb Ficha en Yahoo! España
- ¿Por qué marchó Bodhidharma al Oriente? de Yong-Kyun Bae (1989) Corea del Sur. Valoración media de los usuarios de IMDb: 7,8 con 285 votos. Valoración media de los usuarios de Filmaffinity: 5,7 con 25 votos.

Un clásico del cine coreano. Muestra la relación de un joven monje Zen con un maestro anciano. El título es un kōan (una pregunta, normalmente ilógica, que se usa como objeto de meditación). Esta película no se ha comercializado en España. Es posible adquirirla con facilidad por Internet, en tiendas en línea Alemanas, Suecas o de Los Países Bajos, en formato DVD de Zona 2 con subtítulos en Inglés, Alemán, Francés y Holandés pero no Español. Un DVD de Zona 1 también está a la venta en páginas estadounidenses, aunque tampoco contiene subtítulos en español. 
- Zen de Banmei Takahashi (2009) Japón. Valoración media de los usuarios de IMDb: 7,5 con 461 votos. Ficha en IMDb

Película biográfica sobre la vida de Dōgen, introductor de la escuela sōtō del budismo zen en Japón. 
- Master of Zen de Brandy Yuen (1994) Hong Kong. Valoración media de los usuarios de IMDb: 7,2 con 53 votos. Ficha en IMDb

Película biográfica sobre la vida de Bodhidharma, fundador del budismo zen y del kungfú shaolín. 
- Kūkai de Jun'ya Satō (1984) Japón. Valoración media de los usuarios de IMDb: 7,1 con 7 votos. Ficha en IMDb

Película biográfica sobre la vida de Kūkai, introductor de la escuela de budismo Shingon del budismo Vajrayāna en Japón. 
- Buddha de Kenji Misumi (1961) Japón. Valoración media de los usuarios de IMDb: 6,9 con 25 votos. Ficha en IMDb

Película biográfica sobre la vida de Buda Gautama según la tradición budista. 
- Buda: El gran viaje de Kōzō Morishita (2011) Japón. Valoración media de los usuarios de IMDb: 6,2 con 175 votos. Ficha en IMDb

Primera parte de la trilogía animada que adapta el manga Buda de Osamu Tezuka. 
- Milarepa de Neten Chokling (2006) Bután, India Valoración media de los usuarios de IMDb: 7,7 con 20 votos. Valoración media de los usuarios de Filmaffinity: 6,5 con 88 votos.Ficha en IMDb

- Samsara de Pan Nalin (2001) Italia, Francia, India, Alemania. Valoración media de los usuarios de IMDb: 7,6 con 815 votos. Valoración media de los usuarios de Filmaffinity: 7,1 con 1.179 votos.

Trata el tema del deseo y la renuncia, así como el papel y reconocimiento de la mujer en el budismo, a través de la historia de un joven monje en Ladakh.Ficha en IMDb Ficha en Yahoo! España
- Kung Fu de Jerry Thorpe (1972) EE. UU.. Valoración media de los usuarios de IMDb: 7,6 con 376 votos. Valoración media de los usuarios de Filmaffinity: 6,1 con 1.252 votos.

Basada en una serie televisiva. El protagonista es un monje del templo de Shao-lin, obligado a escapar a Estados Unidos. En pleno lejano oeste, pero sin pistolas, llevará una vida de trotamundos enseñando una visión orientalizada de la vida a todo aquel con el que se encuentre.Ficha en IMDb
- Himalaya - l'enfance d'un chef de Eric Valli (1999) Francia, Suiza, Reino Unido, Nepal. Valoración media de los usuarios de IMDb: 7,3 con 1.604 votos. Valoración media de los usuarios de Filmaffinity: 6,8 con 917 votos.

Ficha en IMDb 
- Little Monk de Kyung-jung Joo (2002) Corea del sur. Valoración media de los usuarios de IMDb: 7,0 con 55 votos. Ficha en IMDb

- Kundun de Martin Scorsese (1997) EE. UU.. Valoración media de los usuarios de IMDb: 7,0 con 5.135 votos. Valoración media de los usuarios de Filmaffinity: 6,2 con 2.077 votos.

Biografía del Dalai Lama. Ficha en IMDb Ficha en Yahoo! España
- Sabiduría garantizada de Doris Dörrie (1999) Alemania. Valoración media de los usuarios de IMDb: 6,8 con 376 votos. Valoración media de los usuarios de Filmaffinity: 6,8 con 383 votos.

Narra la peripecia de dos hermanos alemanes que huyendo de sus problemas personales realizarán una viaje a un monasterio Zen para encontrar finalmente algo que nunca esperaban. Road Movie rodada en un monasterio japonés con consentimiento de su abad, a condición de que se siguiera totalmente la disclipina monacal y no se interrumpiera el ritmo normal del monasterio. Con grandes dosis de sentido del humor, es realmente útil para conocer la verdad de la vida en un monasterio Zen y mostrar algo realista sobre la utilidad del budismo. Sin duda una de las méjores del género.
Ficha en IMDb Ficha en Yahoo! España
- Milarepa de Liliana Cavani (1974) Italia. Valoración media de los usuarios de IMDb: 6,8 con 10 votos. Ficha en IMDb

- La copa de Khyentse Norbu (1999) Bután, Australia, Reino Unido Valoración media de los usuarios de IMDb: 6,7 con 1.132 votos. Valoración media de los usuarios de Filmaffinity: 6,3 con 360 votos.

Unos monjes tratan por todos los medios de ver un partido de fútbol. Basada en un hecho real.Ficha en IMDb Ficha en Yahoo! España
- Un Buda de Diego Rafecas (2005) Argentina. Valoración media de los usuarios de IMDb: 6,7 con 197 votos. Valoración media de los usuarios de Filmaffinity: 6,2 con 507 votos.
  - El Buda de Buenos Aires película de Diego Rafecas

Ficha en IMDb
- Fanshî dansu (Fancy Dance (1989)) de Masayuki Suo (1989) Japón. Valoración media de los usuarios IMDb 6.6 con 68 votos.

Comedia, cuenta la historia de un roquero punk que es ordenado monje zen en un templo budista, Yohei en un principio se revela contra la disciplina monástica pero luego se acostumbra, luego aparece su novia que lo incita a volver al rock 'n' roll.
Tiene subtítulos en inglés. Ficha en IMDb
- Hi! Dharma de Gyu-tae Park (2001) Corea del sur. Valoración media de los usuarios de IMDb: 6,1 con 94 votos.

Tiene subtítulos en inglés.
Ficha en IMDb
- Angulimala de Sutape Tunnirut (2003) Tailandia. Valoración media de los usuarios de IMDb: 5,3 con 17 votos.

Película poco conocida basada en la leyenda de un asesino en serie en la época de Buda que desea alcanzar el "núcleo del Dharma" a base de coleccionar los dedos(anguli) de sus víctimas y ponerlos en una mala (así cree que eliminará su sufrimiento y se convertirá en un bodhisattva). Desea matar al mismo Buda y allí ocurre algo que cambia su trayectoria espiritual. Se puede adquirir en tiendas en línea de Tailandia. Subtítulos en inglés
Ficha en IMDb
- Amongs White Clouds de Edward A. Burger (2007) Canadá.

Según su web nos adentra en un viaje inolvidable en las vidas de los ermitaños de la tradición Zen/Chan China. Se puede reservar. Su enlace
- Hi! Dharma 2, : Showdown in Seoul de Sang-HyoYook (2004) Corea del sur. Valoración media de los usuarios de IMDb: 5,0 con 30 votos.

Comedia. Unos mafiosos compran el terreno de un templo budista en Seúl y los monjes hacen todo lo posible (saltándose todos los preceptos) para que no lo vendan a una inmobiliaria.
Tiene subtítulos en inglés.
Ficha en IMDb
- En el nombre de Buda  de Rajesh Touchriver (2002) India.[1][2][3] Película ganadora de los premios Newport Beach Film Festival y Beverly Hills Film Festival trata sobre el largo conflicto entre la mayoría budista de Sri Lanka y la minoría Tamil (formada por musulmanes y cristianos).

- El mañana y yo: Buda en datos de Paween Purijitpanya (Creador), Pat Pataranutaporn (Creador), Jirawat Watthanakiatpanya (Creador), Paween Purijitpanya (2024) Tailandia. Valoración media de los usuarios de IMDb: 7,7 con 52 votos.

La película expone un futuro distópico en el que una empresa tecnológica decide monetizar o capitalizar la enseñanza y práctica budista, estableciendo un sistema de puntos o bonos a cambio de buenas acciones o méritos. Un monje practicante, intenta poner en evidencia los intereses comerciales de la industria, hasta que las situaciones sobrepasan lo imaginable.
Ficha en IMDb

## Con Personajes Secundarios Budistas
- Ran de Akira Kurosawa (1985) Japón, Francia. Valoración media de los usuarios de IMDb: 8,4 con 14.917 votos

Adaptación de la obra de William Shakespeare El rey Lear.Ficha en IMDb Ficha en Yahoo! España
- Cuentos de la Luna Pálida de Kenji Mizoguchi (1953) Japón. Valoración media de los usuarios de IMDb: 8,2 con 1.669 votos

Ficha en IMDbFicha en Yahoo! España
- El Arpa Birmana (Biruma no tategoto)  de Kon Ichikawa (1956) Japón. Valoración media de los usuarios de IMDb: 8,2 con 373 votos

Es el final de la guerra de Japón con Birmania. Mizushima descubre con horror que los muertos en guerra no reciben sepultura, se hace pasar por monje budista y hace el voto no volver a Japón hasta que todos reciban una muerte digna. Banda sonora inolvidable. Película que no deja indiferente.
Ficha en IMDb
- Horizontes perdidos de Frank Capra (1937) EE. UU.. Valoración media de los usuarios de IMDb: 7,7 con 2.523 votos

Ficha en IMDb Ficha en Yahoo! España
- Tapas de Jose Corbacho y Juan Cruz (2007) España.

https://web.archive.org/web/20070224141715/http://www.tapaslapelicula.com/
- The man from Earth de Richard Schenkman (2007) EE. UU..

http://www.manfromearth.com/

## Sin Personajes Practicantes del Budismo
Estas películas son muy valoradas por la crítica cinematográfica profesional y, aun sin tener a personajes que practiquen el budismo, contienen elementos en la historia a los que sería una posibilidad razonable el darles una interpretación budista desde una perspectiva abierta, basándose ya sea en declaraciones explícitas de los propios creadores acerca de sus influencias o inspiración, o en el hecho de haber formado parte del programa de festivales de cine budista reconocidos, o en su clara popularidad en círculos budistas. Las Películas se muestran en la lista por orden de mayor a menor valoración media por parte de los usuarios de IMDb.com 
- El club de la lucha (Fight Club) de David Fincher (1999) EE.UU., Alemania. Valoración media de los usuarios de IMDb: 8,6 con 140.422 votos

Existen grandes desacuerdos sobre la esencia filosófica de esta película. Los críticos han creído ver en ella no solo ideales budistas, sino también anarquistas o nihilistas, así como ataques a la globalización, la sociedad de consumo o incluso hasta temas fascistas. Entre los ideales budistas se podrían encontrar los de acabar con los condicionamientos, la identidad y las posesiones, con el de enfrentarse al dolor, el de matar al yo o sí-mismo para seguir aún más vivo, cuestionar como vivir tras acercarse a la muerte o la defensa de un estilo de vida minimalista.Ficha en IMDb Ficha en Yahoo! España
- Memento de Christopher Nolan (2000) EE.UU. Valoración media de los usuarios de IMDb: 8,6 con 111.238 votos

El autor Dean Sluyter analiza esta película en su libro Cinema Nirvana : Enlightenment Lessons from the Movies y el film ha sido exhibido en el Festival Internacional de Cine Budista de Oakland, EE.UU. Algunos de los temas importantes de la película son la naturaleza de la memoria, la identidad y nuestra percepción del tiempo y la realidad.Ficha en IMDb Ficha en Yahoo! España
- Matrix de los hermanos Wachowski (1999) EE. UU. Valoración media de los usuarios de IMDb: 8,5 con 170.708 votos

Frances Flannery y Rachel Wagner, dos teóricas de la religión, han hecho esta afirmación: 
"El paradigma de Matrix es el problema de dormir en la ignorancia dentro de un mundo de sueños, y la resolución mediante el conocimiento o la iluminación. Fusionando la tradición budista con el gnosticismo cristiano, y agregándole una visión tecnológica del futuro, el filme construye una nueva enseñanza que desafía a la audiencia a cuestionar la realidad".
Esta película usa símbolos comunes en el budismo como por ejemplo los espejos y Morfeo pronuncia algunas máximas propias del zen como: “No es lo mismo conocer el camino que andar el camino”, “No pienses que lo eres, sabes que lo eres”. En una entrevista por Chat realizada a los Wachowski en una página Web de los estudios Warner Bros. a la pregunta de un fan: ¿Os habéis inspirado en ideas Budistas para hacer el film? La contestación fue: Sí. También han hecho declaraciones similares al respecto al New York Times y a la revista Time.
Aun así hay que notar que en Matrix, junto a las budistas, también se encuentran otras referencias al mesianismo y al Gnosticismo cristiano. Neo al despertar pasa a otro mundo que, al ser material, no correspondería a Nirvana. La violencia del film también provocaría problemas morales en la práctica budista y la visión dualista contradice las enseñanzas.Ficha en IMDb Ficha en Yahoo! España
- American Beauty de Sam Mendes (1999) EE. UU.. Valoración media de los usuarios de IMDb: 8,5 con 130.329 votos

El guionista Alan Ball, en una entrevista para Amazon.com sobre esta película, habló sobre una noción, para él budista, del milagro de lo mundano y sobre la necesidad de aceptar la mortalidad para poder ver la belleza de la vida. El protagonista en la historia se siente más libre al abandonar el anhelo y se menciona la idea de mirar con atención al mundo.Ficha en IMDb Ficha en Yahoo! España
- Atrapado en el tiempo (Groundhog Day) de Harold Ramis (1993) EE. UU.. Valoración media de los usuarios de IMDb: 8,0 con 54.449 votos

En esta comedia romántica, el protagonista revive una y otra vez el mismo día de su vida. Los temas e ideas de la historia sugieren con fuerza el karma, el renacimiento, samsara y el intentar escapar este ciclo. Otros estudiosos también han visto alegorías judaicas, cristianas, existencialistas o al concepto de Nietzsche del eterno retorno.Ficha en IMDb Ficha en Yahoo! España
- Dead Man de Jim Jarmusch (1995) EE. UU., Alemania, Japón Valoración media de los usuarios de IMDb: 7,6 con 12.778 votos

Ficha en IMDb Ficha en Yahoo! España
- La escalera de Jacob de Adrian Lyne (1990) EE. UU.. Valoración media de los usuarios de IMDb: 7,3 con 10.937 votos

El guionista Bruce Joel Rubin practica la meditación y declaró basarse en El Libro Tibetano de los Muertos para esta historia.Ficha en IMDb Ficha en Yahoo! España
- Extrañas coincidencias de David O. Russell (2004) EE. UU., Alemania. Valoración media de los usuarios de IMDb: 7,0 con 13.707 votos

Algunos de los temas de esta comedia son la inevitabilidad del sufrimiento en la vida, la compasión, las interconexiones o la falsedad de los dualismos. El director de esta película practica el budismo Zen.
Ficha en IMDb Ficha en Yahoo! España
- Sin miedo a la vida de Peter Weir (1993) EE. UU. Valoración media de los usuarios de IMDb: 7,0 con 5.121 votos

Esta película, sobre un superviviente a un grave accidente aéreo al que le cambia la experiencia de la vida, explora el tema de como se vive en el mundo después de haber abandonado la idea del yo o del sí-mismo.Ficha en IMDb Ficha en Yahoo! España
- Todo, en todas partes, al mismo tiempo de Dan Kwan y Daniel Scheinert (2022) EE. UU. Valoración media de los usuarios de IMDb: 8,2 con 175.787 votos

Una rosquilla negra simboliza la vacuidad del enso Zen, y un ojo autoadhesivo de plástico, simboliza la iluminación.Ficha en IMDb
- Es lo que está dentro de Greg Jardin (2024) EE.UU. Valoración media de los usuarios de IMDb: 6,6 con 27.000 votos

El intercambio de consciencias entre cuerpos representa la impermanencia como aporte budista, nadie ni nada es permanente o constante, todos los seres estamos cambiando en cada instante. Además, la separación es ilusoria, todo está interconectado y correlacionado con lo demás.Ficha en IMDb